# Scala SF
Scala SF este o serie de cărți științifico-fantastice de buzunar publicată de editura neerlandeză Scala din Rotterdam. Seria a apărut între 1975 și 1978. Primele nouăsprezece volume au fost numerotate, iar următoarele 29 de volume nu au fost numerotate.
Din anii 1960, genul science fiction a devenit popular în Țările de Jos și Belgia și au existat o serie de edituri care au tradus și publicat cele mai importante lucrări în limba engleză într-un timp relativ scurt. Serii SF au fost publicate, printre alții, de Uitgeverij Luitingh, Elsevier, Bruna⁠(d) (colecția Bruna SF⁠(d)), Fontein (Fontein SF), Born (Born SF), Het Spectrum (Prisma SF), Meulenhoff (M=SF) și editura Elmar (Elmar SF⁠(d)).

## Prezentare generală
| Nr. | Autor                           | Titlu (în limba neerlandeză)                    | Titlu original                            | An      |
|     | Seria numerotată                |                                                 |                                           | 1975-76 |
| 1   | A.E. van Vogt                   | Het rijk van het atoom/De tovenaar van Linn     | The Empire of the Atom/The Wizard of Linn | 1975    |
| 2   | Mack Reynolds                   | Conflict in de ruimte/Planetair agent X         | The Rival Rigelians/Planetary Agent X     | 1975    |
| 3   | Mack Reynolds                   | De expert/De planeet van de dageraad            | Depression or Bust/Dawnman Planet         | 1975    |
| 4   | Edmond Hamilton                 | Godenschemering en andere verhalen              | What’s Like Out There                     | 1975    |
| 5   | A.E. van Vogt                   | Tweehonderd miljoen jaar A.D./De Silkie         | Two Hundred Millions A.D./The Silke       | 1975    |
| 6   | A.E. van Vogt                   | Duisternis over Diamondia                       | The Darkness on Diamondia                 | 1975    |
| 7   | antologie                       | Het menselijk nulpunt en andere verhalen        |                                           | 1975    |
| 8   | A.E. van Vogt                   | De sterrenheilige en andere verhalen            | The Proxy Intelligence                    | 1975    |
| 9   | A.E. van Vogt                   | Planeten te koop                                | Planets for Sale                          | 1975    |
| 10  | A.E. van Vogt                   | Kinderen van morgen                             | Children of Tomorrow                      | 1975    |
| 11  | A.E. van Vogt                   | De meesterbreinen/Twee zilveren gordels         | Earth’s Last Fortress/Siege of the Unseen | 1975    |
| 12  | A.E. van Vogt                   | De Higenroth methode                            | Future Glitter (Tyranopolis)              | 1975    |
| 13  | Gordon R. Dickson               | Dorsai Trilogie: De tactiek van de vergissing   | Tactics of Mistake                        | 1976    |
| 14  | Gordon R. Dickson               | Dorsai Trilogie: Sterrenleger                   | Soldier, Ask Not                          | 1976    |
| 15  | Gordon R. Dickson               | Dorsai Trilogie: Dorsai andermaal               | Dorsai!                                   | 1976    |
| 16  | Jack Vance                      | Trullion: Sterrenwereld 2262                    | Alastor 2262                              | 1976    |
| 17  | Jack Vance                      | Circuswereld                                    | Showboat World                            | 1976    |
| 18  | John Norman                     | De vogelmannen van Gor                          | Tansman of Gor                            | 1976    |
| 19  | John Norman                     | De goden van Gor                                | Outlaw of Gor                             | 1976    |
|     | Seria nenumerotată              |                                                 |                                           | 1976-78 |
|     | Jack Vance                      | Space opera                                     | Space Opera                               | 1976    |
|     | Jack Vance                      | De wonderbaarlijke avonturen van Magnus Ridolph | The Many Worlds of Magnus Ridolph         | 1976    |
|     | Jack Vance                      | Marune: Sterrenwereld 933                       | Marune: Alastor 933                       | 1975    |
|     | Lyon Sprague de Camp            | De klokken van Iraz                             | The Clocks of Iraz                        | 1976    |
|     | Michael Moorcock                | Storm over Melniboné                            | Elric of Melniboné                        | 1976    |
|     | Michael Moorcock                | Storm over Tanelorn                             | The Sleeping Sorceress                    | 1976    |
|     | Fritz Leiber                    | Een spook waart rond in Texas                   | A Spectre is Haunting Texas               | 1977    |
|     | Robert Silverberg               | Het boek der schedelen                          | The Book of Skulls                        | 1976    |
|     | H. Beam Piper                   | Wollie sapiens                                  | Fuzzie Sapiens                            | 1976    |
|     | James White                     | De buitenste duisternis                         | Dark Inferno                              | 1976    |
|     | Keith Laumer                    | De onbegrensde kerker                           | The Infinite Cage                         | 1976    |
|     | Piers Anthony                   | Ringen van ijs                                  | Rings of Ice                              | 1977    |
|     | Frederik Pohl & Jack Williamson | De verste ster                                  | Farthest Star                             | 1977    |
|     | Robert E. Howard                | Almuric                                         | Almuric⁠(d)                                | 1977    |
|     | James White                     | Hospitaal tussen de sterren                     | Hospital Station                          | 1977    |
|     | James White                     | Chirurg tussen de sterren                       | Star Surgeon                              | 1977    |
|     | Keith Laumer                    | In de greep van de Mone                         | The House in November                     | 1977    |
|     | Alex Panshin                    | Inwijdingsritueel                               | Rite of Passage                           | 1977    |
|     | A.E. van Vogt                   | Meesterbrein IQ 10.000                          | Supermind                                 | 1977    |
|     | Philip K. Dick                  | De pottengenezer van de Melkweg                 | Galactic Pot-Healer                       | 1977    |
|     | Fritz Leiber                    | De groene kat                                   | The Green Millennium                      | 1977    |
|     | James White                     | De grote operatie                               | Major Operation                           | 1977    |
|     | Henry Rider Haggard             | Zij                                             | She, A History of Adventure               | 1977    |
|     | Henry Rider Haggard             | De terugkeer van Zij                            | Ayesha, The Return of She                 | 1977    |
|     | Colin Kapp                      | Chaos in regelmaat                              | The Patterns of Chaos                     | 1978    |
|     | Avram Davidson                  | Rork!                                           | Rork                                      | 1977    |
|     | John Brunner                    | Het altaar op Asconel                           | Interstellar Empire: The Altar on Asconel | 1977    |
|     | Philip José Farmer              | De rivierplaneet                                | To Your Scattered Bodies Go               | 1978    |
|     | Philip José Farmer              | De magische rivier                              | The Fabulous Riverboat                    | 1978    |